# Kurt Stenberg
Kurt Enoch Stenberg (født 19. juli 1888 i Vaasa, død 26. marts 1936 i Karhula) var en finsk gymnast, som deltog i OL 1908 i London. 
Stenberg var med på det finske hold i mangekamp ved OL i 1908. Finnerne opnåede her 405 point, hvilket var tredjebedst, mens Sverige med 438 point vandt konkurrencen, og Norge med 425 point blev nummer to.